# Zhaba jezik
Zhaba jezik (ISO 639-3: zhb; isto i zaba), tibetsko-burmanski jezik uže skupine tangut-qiang, podskupine qiang, kojim govori oko 7 700 ljudi (1995) na jugozapaddu Sichuana, Kina.
Srodan je jeziku queyu [qvy], a ima dva dijalekta istočni zhaba i zapadni zhaba. Etnički se kalsificiraju u Tibetance.

## Vanjske poveznice
- Ethnologue (14th)
- Ethnologue (15th)
- The Zhaba Language